# Demulih
Demulih is een bestuurslaag in het regentschap Bangli van de provincie Bali, Indonesië. Demulih telt 4051 inwoners (volkstelling 2010).